# American Hockey League 1966-1967
La stagione 1966-1967 è stata la 31ª edizione della American Hockey League, la più importante lega minore nordamericana di hockey su ghiaccio. Il calendario della stagione regolare fu composto da 72 partite. La stagione vide al via nove formazioni e al termine dei playoff i Pittsburgh Hornets conquistarono la loro terza Calder Cup sconfiggendo i Rochester Americans 4-0.

## Stagione regolare

### Classifiche
East Division
|  | Pos. | Squadra             | Pt | G  | V  | S  | N  | GF  | GS  | DR   |
|  | ---- | ------------------- | -- | -- | -- | -- | -- | --- | --- | ---- |
|  | 1.   | Hershey Bears       | 86 | 72 | 38 | 24 | 10 | 273 | 216 | +57  |
|  | 2.   | Baltimore Clippers  | 80 | 72 | 35 | 27 | 10 | 252 | 247 | +5   |
|  | 3.   | Quebec Aces         | 77 | 72 | 35 | 30 | 7  | 275 | 249 | +26  |
|  | 4.   | Springfield Indians | 73 | 72 | 32 | 31 | 9  | 267 | 261 | +6   |
|  | 5.   | Providence Reds     | 39 | 72 | 13 | 46 | 13 | 210 | 329 | -119 |

West Division
|  | Pos. | Squadra             | Pt | G  | V  | S  | N  | GF  | GS  | DR   |
|  | ---- | ------------------- | -- | -- | -- | -- | -- | --- | --- | ---- |
|  | 1.   | Pittsburgh Hornets  | 92 | 72 | 41 | 21 | 10 | 282 | 209 | +73  |
|  | 2.   | Rochester Americans | 85 | 72 | 38 | 25 | 9  | 300 | 223 | +77  |
|  | 3.   | Cleveland Barons    | 81 | 72 | 36 | 27 | 9  | 284 | 230 | +54  |
|  | 4.   | Buffalo Bisons      | 35 | 72 | 14 | 51 | 7  | 207 | 386 | -179 |

Legenda:

      Ammesse ai Playoff
Note:

Due punti a vittoria, un punto a pareggio, zero a sconfitta.

### Statistiche
Classifica marcatori
| Giocatore       | Squadra             | PG | Gol | Assist | Punti |
| --------------- | ------------------- | -- | --- | ------ | ----- |
| Gord Labossiere | Quebec Aces         | 72 | 40  | 55     | 95    |
| Wayne Hicks     | Quebec Aces         | 72 | 31  | 60     | 91    |
| Willie Marshall | Baltimore Clippers  | 68 | 33  | 56     | 89    |
| Roger DeJordy   | Hershey Bears       | 72 | 52  | 32     | 84    |
| Mike Nykoluk    | Hershey Bears       | 72 | 16  | 68     | 84    |
| Dick Gamble     | Rochester Americans | 72 | 46  | 37     | 83    |
| Eddie Joyal     | Rochester Americans | 70 | 32  | 51     | 83    |
| Gene Ubriaco    | Hershey Bears       | 69 | 38  | 43     | 81    |
| Bill Sutherland | Quebec Aces         | 67 | 40  | 38     | 78    |
| Bronco Horvath  | Rochester Americans | 72 | 29  | 49     | 78    |
|                 |                     |    |     |        |       |

Classifica portieri
| Giocatore      | Squadra             | PG | MGS  |  |
| -------------- | ------------------- | -- | ---- |  |
| George Gardner | Pittsburgh Hornets  | 28 | 2.71 |  |
| André Gill     | Hershey Bears       | 56 | 2.90 |  |
| George Wood    | Springfield Indians | 44 | 2.98 |  |
| Bob Perreault  | Rochester Americans | 54 | 3.01 |  |
| Ernie Wakely   | Cleveland Barons    | 70 | 3.09 |  |
|                |                     |    |      |  |

## Playoff
|  | Primo turno | Primo turno         | Primo turno         |                     |                    | Semifinali         | Semifinali    | Semifinali |  |  | Calder Cup | Calder Cup | Calder Cup |  |
|  |             |                     |                     |                     |                    |                    |               |            |  |  |            |            |            |  |
|  |             |                     |                     |                     |                    | E1                 | Hershey Bears | 1          |  |  |            |            |            |  |
|  |             |                     |                     |                     |                    | E1                 | Hershey Bears | 1          |  |  |            |            |            |  |
|  |             |                     | W1                  | Pittsburgh Hornets  | 4                  |                    |               |            |  |  |            |            |            |  |
|  |             |                     |                     | Pittsburgh Hornets  | 4                  |                    |               |            |  |  |            |            |            |  |
|  |             |                     |                     |                     |                    |                    |               |            |  |  |            |            |            |  |
|  |             |                     |                     |                     |                    |                    |               |            |  |  |            |            |            |  |
|  |             | Pittsburgh Hornets  | Pittsburgh Hornets  | 4                   |                    |                    |               |            |  |  |            |            |            |  |
|  |             |                     |                     |                     |                    |                    |               |            |  |  |            |            |            |  |
|  |             |                     | Rochester Americans | Rochester Americans | 0                  |                    |               |            |  |  |            |            |            |  |
|  | E2          | Baltimore Clippers  | Rochester Americans | Rochester Americans | 0                  | 3                  |               |            |  |  |            |            |            |  |
|  | E2          | Baltimore Clippers  |                     |                     |                    |                    |               |            |  |  |            |            |            |  |
|  | E3          | Quebec Aces         | 2                   |                     |                    |                    |               |            |  |  |            |            |            |  |
|  | E3          | Quebec Aces         | 2                   |                     | Baltimore Clippers | Baltimore Clippers | 2             |            |  |  |            |            |            |  |
|  |             |                     |                     |                     | Baltimore Clippers | Baltimore Clippers | 2             |            |  |  |            |            |            |  |
|  |             |                     | Rochester Americans | Rochester Americans | 3                  |                    |               |            |  |  |            |            |            |  |
|  | W2          | Rochester Americans | Rochester Americans | Rochester Americans | 3                  | 3                  |               |            |  |  |            |            |            |  |
|  | W2          | Rochester Americans |                     |                     |                    |                    |               |            |  |  |            |            |            |  |
|  | W3          | Cleveland Barons    | 2                   |                     |                    |                    |               |            |  |  |            |            |            |  |

## Premi AHL
- Calder Cup: Pittsburgh Hornets
- F. G. "Teddy" Oke Trophy: Hershey Bears
- John D. Chick Trophy: Pittsburgh Hornets
- Dudley "Red" Garrett Memorial Award: Bobby Rivard (Quebec Aces)
- Eddie Shore Award: Bob McCord (Pittsburgh Hornets)
- Harry "Hap" Holmes Memorial Award: André Gill (Hershey Bears)
- John B. Sollenberger Trophy: Gord Labossiere (Quebec Aces)
- Les Cunningham Award: Mike Nykoluk (Hershey Bears)

### Vincitori
| Pittsburgh Hornets | Portiere: Hank Bassen Difensori: Warren Godfrey, Pete Goegan, Doug Harvey, Bob Wall Attaccanti: Val Fonteyne, Terry Gray, Hinky Harris, George Harris, Gary Jarrett, Parker MacDonald, Pete Mahovlich, Bob McCord, Ab McDonald, Don McKenney, Ted Taylor Allenatore: Baz Bastien |

### AHL All-Star Team
First All-Star Team
- Attaccanti: Roger DeJordy • Gord Labossiere • Wayne Hicks
- Difensori: Bob McCord • Dale Rolfe
- Portiere: André Gill

Second All-Star Team
- Attaccanti: Dick Gamble • Mike Nykoluk • Wayne Rivers
- Difensori: Duane Rupp • Jim Morrison
- Portiere: Gilles Villemure